# Elrhazosaurus
Elrhazosaurus là một chi khủng long, được Galton mô tả khoa học năm 2009.